# サナームチャイケート郡
座標: 北緯13度39分30秒 東経101度26分20秒 / 北緯13.65833度 東経101.43889度
サナームチャイケート郡（サナームチャイケートぐん）はタイ中部・チャチューンサオ県にある郡（アムプー）である。

## 名称
サナームチャイケートとは「勝利の場所」という意味である。

## 歴史
サナームチャイケートはアユタヤ王朝時代からタイ人の入植が見られ。ムアンを形成していた。その後、ラーマ3世（ナンクラオ）の時代、チャオプラヤー・ボーディンデーチャー (シン・シンハセーニー) により戦争で得たラオス人やクメール人の捕虜をここに連れてきて住まわせた。
1911年には分郡（キンアムプー）となったが、1931年、タムボンに降格され、パノムサーラカーム郡の領域となり、分郡は消滅した。しかし、1966年、パノムサーラカーム郡からタムボン・クーヤーイミー、タムボン・タークラダーン、タムボン・タータキアップが分離し、サナームチャイ分郡を形成した。1972年サナームチャイ分郡からサナームチャイケート分郡へと名称を変更した。1973年には分郡から郡に昇格した。

## 地理
郡はバーンパコン川の支流の形成した平地にある。郡の主な水源はラボム川、シーヤット川などである。郡内の一部には密林が広がっている。
交通は、国道304号線が北東から南西に通っており北東にカビンブリー方面、南西にプレーンヤーオ方面とつながっている。また、国道304号線が西に延びておりチャチューンサオ方面と、国道3259号線が東南に延びており、ワンソムブーン方面に通じている。

## 経済
郡内の主な産業は農業と牧畜である。農業はタピオカ、サトウキビ、パラゴムノキ、トウモロコシ、パイナップル、ユーカリなどが生産されている。また、牧畜では、ウシ、スイギュウ、ブタ、ニワトリ、アヒルなどが生産されている。

## 行政区分
郡は4のタムボンに分かれ、さらにその下位に64の村（ムーバーン）がある。自治体（テーサバーン）があり以下のようになっている。
- テーサバーンタムボン・サナームチャイケート・・・タムボン・クーヤーイミーの一部

また、郡内には4のタムボン自治体（オンカーンボーリハーンスワンタムボン）がある。以下のリストで欠番のタムボンは分離してタータキアップ郡を形成したタムボンである。
1. タムボン・クーヤーイミー・・・ตำบลคู้ยายหมี
2. タムボン・タークラダーン・・・ตำบลท่ากระดาน
3. タムボン・トゥンプラヤー・・・ตำบลทุ่งพระยา

1. タムボン・ラートクラティン・・・ตำบลลาดกระทิง